# Tornei di tennis maschili nel 1877
Prima della nascita della cosiddetta "Era Open" del tennis, ossia l'apertura ai tennisti professionisti degli eventi più importanti, tutti i tornei erano riservati ad atleti dilettanti. Nel 1877 tutti i tornei erano amatoriali, tra questi c'era il Torneo di Wimbledon, unico torneo del Grande Slam che si è disputato in quell'anno.
Nel 1874 il maggiore inglese Walter Clopton Wingfield brevettò alla Camera dei Mestieri di Londra l'invenzione di un nuovo gioco, consistente in un campo a forma di clessidra, diviso al centro da una rete sospesa. Il gioco era confezionato in una scatola contenente alcune palle, quattro racchette, la rete e le indicazioni per segnare il campo. Il gioco era fondato sulle regole del vecchio real tennis e, su suggerimento di Arthur Balfour, venne chiamato lawn-tennis. La data di nascita ufficiale del tennis risulterebbe il 23 febbraio 1874.
Dal 9 al 19 luglio 1877, all'All England Lawn Tennis and Croquet Club di Worple Road nel quartiere londinese di Wimbledon, si tenne il primo torneo della storia che vide come vincitore Spencer Gore. Un mese dopo, a Saint Andrews in Scozia, venne disputato anche lo Scottish Championships dove s'impose James Patten MacDougall.

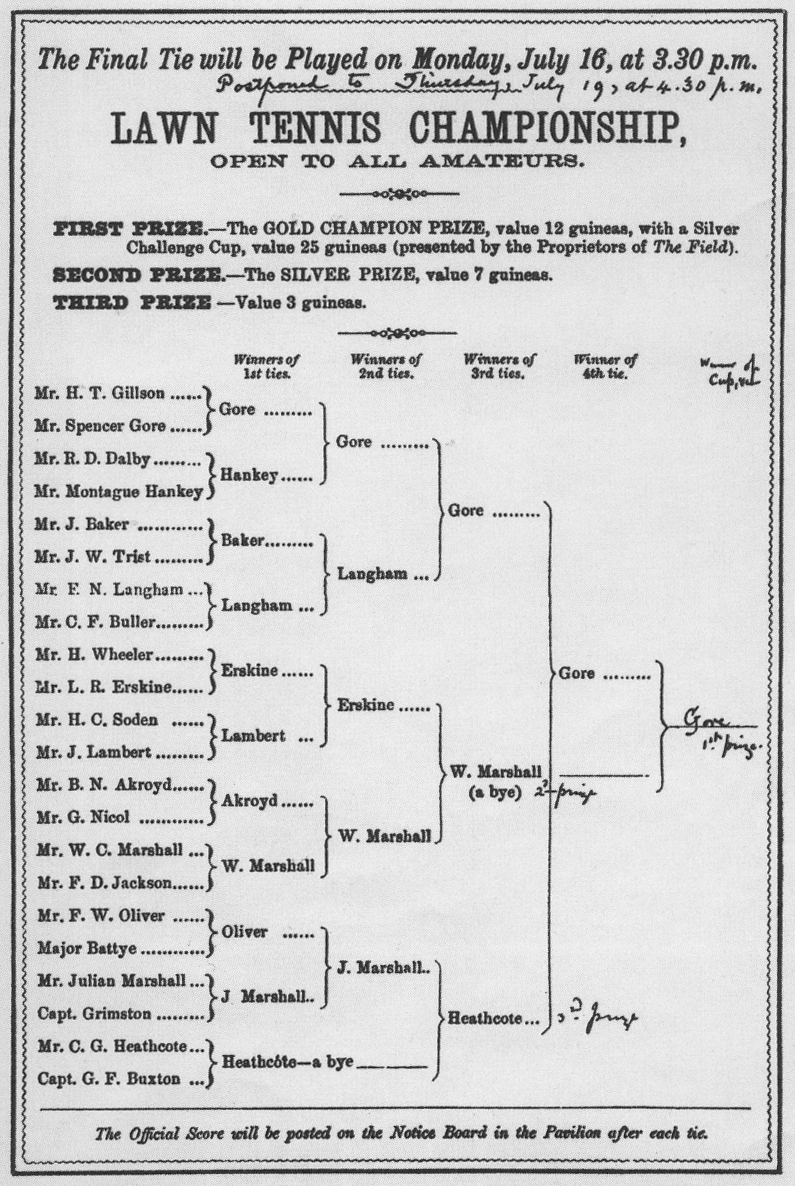
Immagine del primo tabellone della storia del tennis

## Calendario

### Gennaio
Nessun evento

### Febbraio
Nessun evento

### Marzo
Nessun evento

### Aprile
Nessun evento

### Maggio
Nessun evento

### Giugno
Nessun evento

### Luglio
| Settimana | Torneo                                                        | Vincitore                  | Finalista        | Semifinalisti                 | Eliminati ai quarti                                |
| --------- | ------------------------------------------------------------- | -------------------------- | ---------------- | ----------------------------- | -------------------------------------------------- |
| 19 luglio | Torneo di Wimbledon 1877 Londra, Gran Bretagna Erba Singolare | Spencer Gore 6-1, 6-2, 6-4 | William Marshall | Charles Gilbert Heathcote Bye | F.N. Langham Julian Marshall L. Robert Erskine Bye |

### Agosto
| Settimana | Torneo                                                             | Vincitore               | Finalista | Semifinalisti | Eliminati ai quarti |
| --------- | ------------------------------------------------------------------ | ----------------------- | --------- | ------------- | ------------------- |
| 19 agosto | Scottish Championships 1877 Saint Andrews, Gran Bretagna Singolare | James Patten MacDougall |           |               |                     |
| 19 agosto | Scottish Championships 1877 Saint Andrews, Gran Bretagna Singolare |                         |           |               |                     |

### Settembre
Nessun evento

### Ottobre
Nessun evento

### Novembre
Nessun evento

### Dicembre
Nessun evento